# Melisa Hadžimustafić
Melisa Hadžimustafić, coniugata Mulaomerović (Tuzla, 24 gennaio 1975), è un'ex cestista bosniaca.
È la moglie di Damir Mulaomerović.

## Carriera
Con la Bosnia ed Erzegovina ha disputato due edizioni dei Campionati europei (1997, 1999).